# Petr Svoboda
Petr Svoboda (n. 14 februarie 1966, Most, Republica Socialistă Cehă, Cehoslovacia) este un jucător de hochei pe gheață ce a reprezentat Cehia, medaliat olimpic. A participat la o ediție a Jocurilor Olimpice (1998) în care a câștigat o medalie de aur.

## Participări
Lista de mai jos prezintă principalele competiții la care a participat Petr Svoboda de-a lungul carierei.
- ice hockey at the 1998 Winter Olympics – men's tournament[*]